# Andropogon ivorensis
Andropogon ivorensis là một loài thực vật có hoa trong họ Hòa thảo. Loài này được Adjan. & Clayton mô tả khoa học đầu tiên năm 1963.